# Pedetes capensis
Pedetes capensis — вид мишоподібних гризунів родини довгоногових (Pedetidae).

## Поширення
Вид поширений в Південній Африці південніше ДР Конго. Середовище проживання цих тварин представлене посушливими й напівпосушливими саванами з рідкісним рослинним покривом.

## Опис

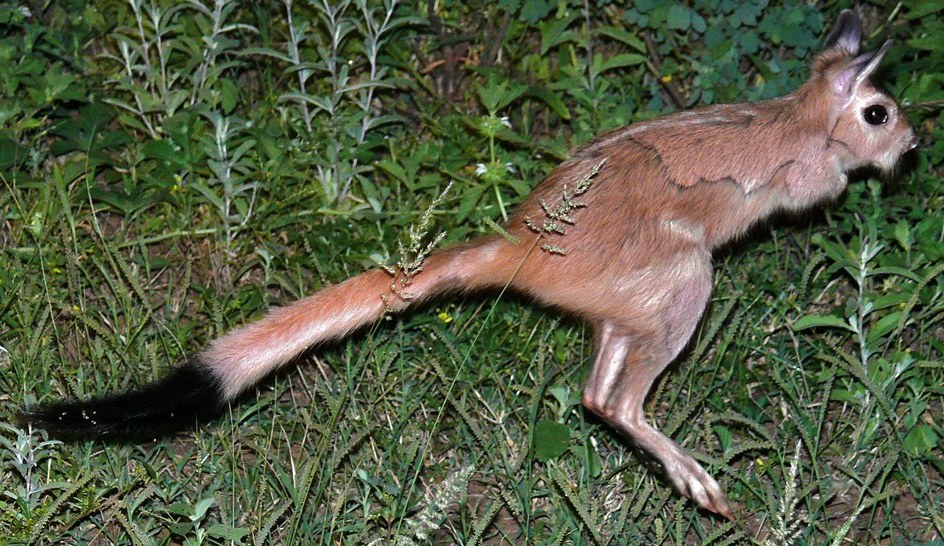

Тіло завдовжки 35—45 см. Хвіст такої ж довжини. Вага тіла 4 кг. Коли тварина сидить на задніх лапах, його зріст в плечах досягає 30 см. Тварина схожа на гібрид кролика, білка та кенгуру: вона має короткі передні лапи з п'ятьма пальцями із загостреними кігтями, придатними для копання, а задні ноги довгі та мускулисті, придатні для стрибків і оснащені чотирма пальцями зі сплющеними кігтями, схожими на копита. Шия коротка і кремезна, увінчана округлою головою з великими чорними очима з дуже виступаючими орбітальними дугами. Вуха з пом'ятим виглядом витягнуті й оснащені козелком, щоб запобігти попаданню піску під час риття. Коротка морда має верхню губу, яка не розколота. Має довгий волохатий хвіст.
Шерсть довга і м'яка, без підшерстя. Спинне забарвлення від червонувато-коричневого до бежевого, з поодинокими волосками з чорним кінчиком і сірим коренем, тоді як розсіяні волоски повністю чорні або білі. На животі, горлі та внутрішній поверхні ніг шерсть це білувата. Хвіст має той же колір, що і спина, за винятком останньої третини, яка має тенденцію темніти до кінчика, який повністю чорний.